# Creveney
Creveney ist eine Gemeinde im französischen Département Haute-Saône in der Region Bourgogne-Franche-Comté.

## Geographie
Creveney liegt auf einer Höhe von 275 m über dem Meeresspiegel, anderthalb Kilometer südöstlich von Saulx und etwa zwölf Kilometer nordöstlich der Stadt Vesoul (Luftlinie). Das Dorf erstreckt sich im zentralen Teil des Départements, östlich des Beckens von Saulx, in einer Talmulde an der Quelle des Ruisseau de Bognon.
Die Fläche des 2,44 km² großen Gemeindegebiets umfasst einen Abschnitt im Bereich des Beckens von Saulx. Der zentrale Teil des Gebietes wird von der Mulde von Creveney eingenommen, in welcher der Ruisseau de Bognon entspringt. Er sorgt für die Entwässerung nach Westen zum Durgeon. Nach Osten leitet eine Anhöhe zur Talniederung des Ruisseau de Châteney (Zufluss der Colombine) über, der über eine kurze Strecke die östliche Abgrenzung markiert. Die landwirtschaftlich genutzte Mulde von Creveney wird im Süden von den Waldhöhen des Grand Bois und des Bois Charmont flankiert. Mit 331 m wird auf dem Bois Charmont die höchste Erhebung von Creveney erreicht. In geologisch-tektonischer Hinsicht besteht das Gelände aus einer Wechsellagerung von sandig-mergeligen und kalkigen Sedimenten, die während der Lias (Unterjura) abgelagert wurden.
Nachbargemeinden von Creveney sind Saulx im Westen und Norden, Châtenois im Osten sowie Colombotte im Süden.

## Geschichte
Funde von Gold- und Silbermünzen im Grand Bois und auf der Flur Le Candal weisen auf eine frühe Begehung und Besiedlung des Gebietes hin. Erstmals urkundlich erwähnt wird Creveney im Jahr 1187 unter dem Namen Crevenie. Der Ortsname geht vermutlich auf den gallischen Personennamen Cravennus zurück. Im Mittelalter gehörte das Dorf zur Freigrafschaft Burgund und darin zum Gebiet des Bailliage d’Amont. Die lokale Herrschaft hatten die Herren von Saulx und später diejenigen von Châtenois inne. Das Kloster Bithaine hatte ebenfalls Grundbesitz und Rechte in Creveney. Zusammen mit der Franche-Comté gelangte der Ort mit dem Frieden von Nimwegen 1678 definitiv an Frankreich. Zwischen 1929 und 1934 wurde bei Creveney bitumenhaltiger Schiefer abgebaut und Erdöl gewonnen. Heute ist Creveney Mitglied des Gemeindeverbandes Triangle Vert.

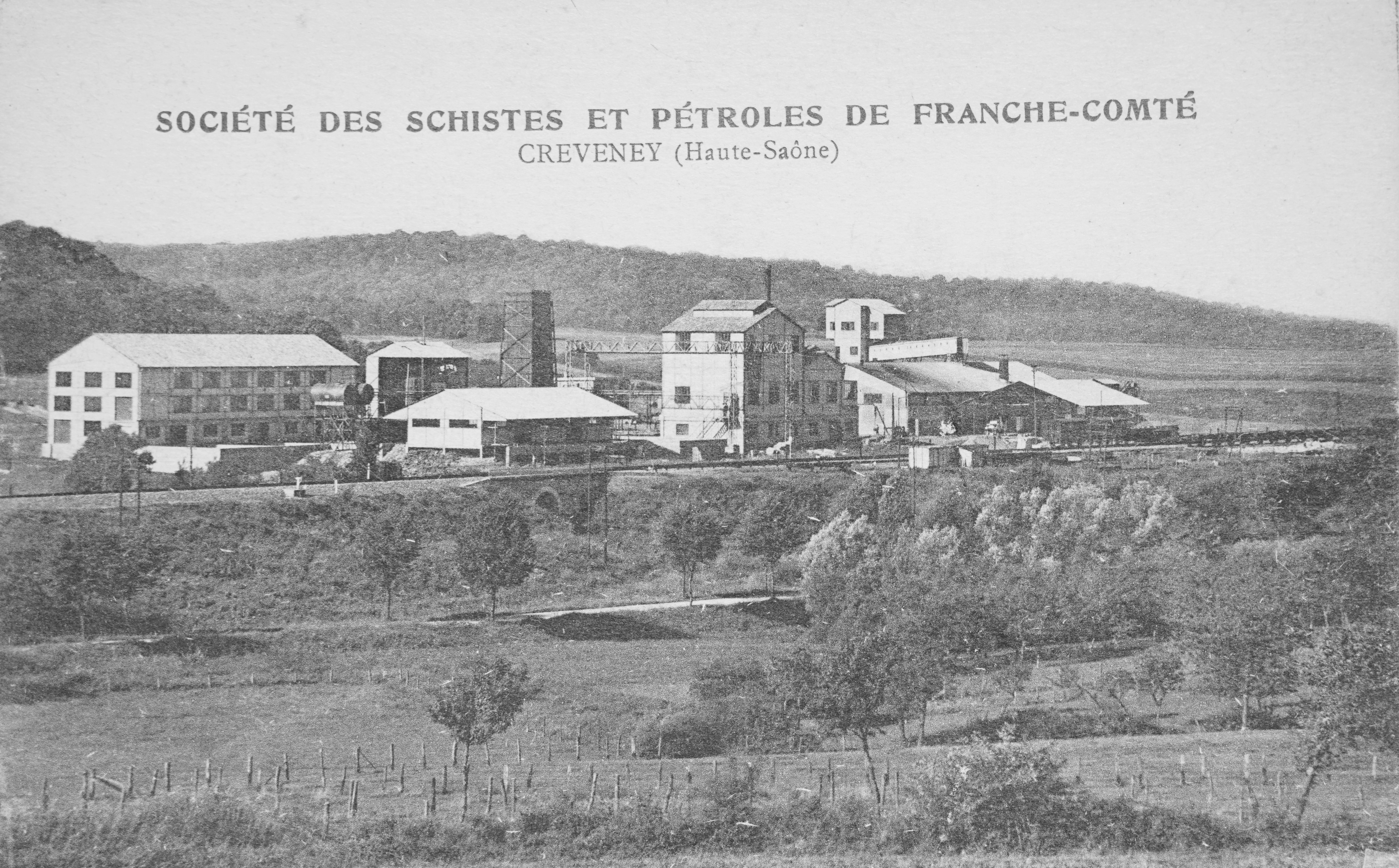
Ölschieferabbau in Creveney in den 1930er Jahren
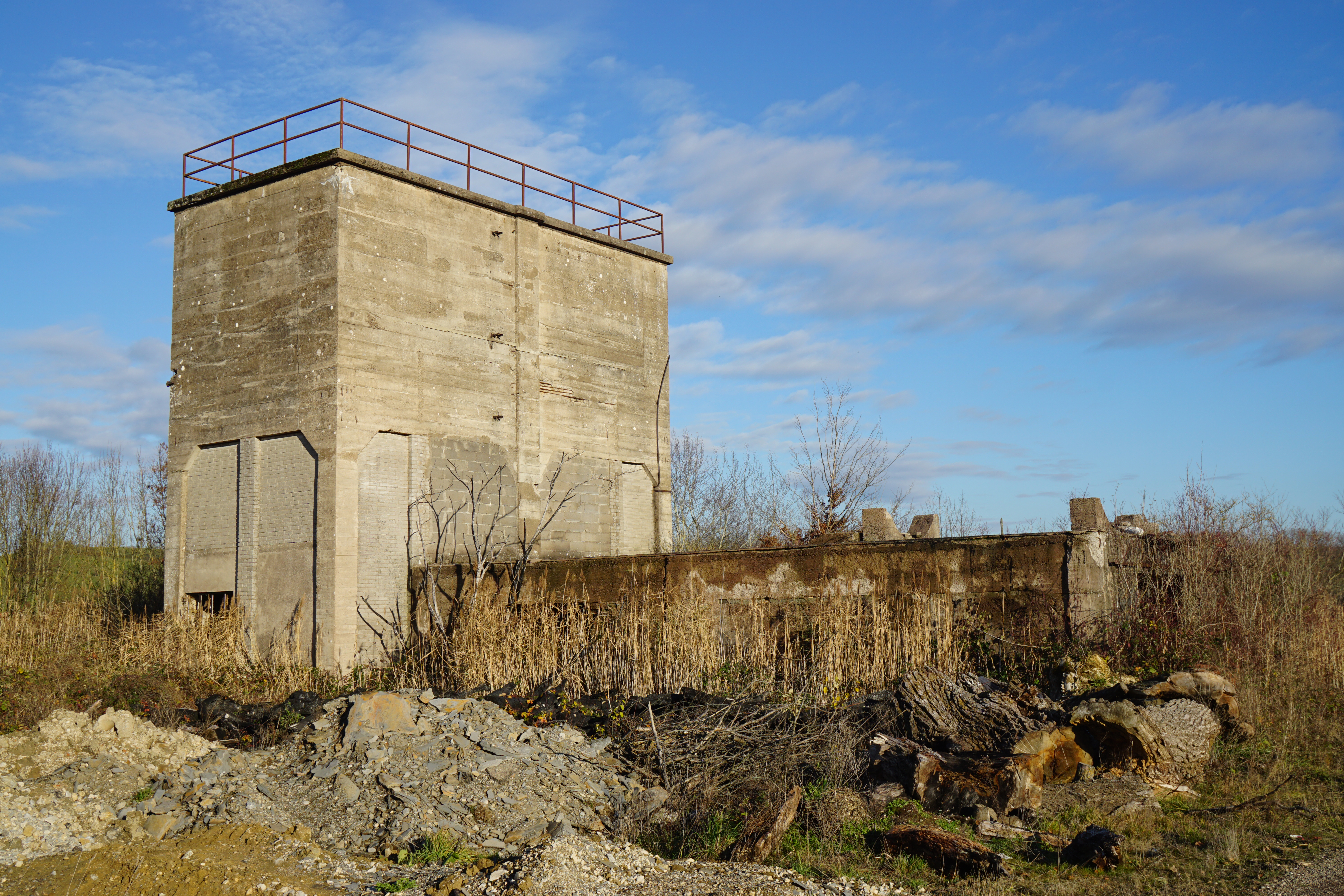
Reste der Ölschiefermine 2015

## Sehenswürdigkeiten
Am Ortseingang steht ein Calvaire, der 1879 errichtet wurde.

## Bevölkerung
| Jahr                       | 1962 | 1968 | 1975 | 1982 | 1990 | 1999 | 2006 | 2018 |
| Einwohner                  | 84   | 90   | 57   | 70   | 66   | 57   | 66   | 55   |
| Quellen: Cassini und INSEE |      |      |      |      |      |      |      |      |

Mit 52 Einwohnern (1. Januar 2022) gehört Creveney zu den kleinsten Gemeinden des Départements Haute-Saône. Nachdem die Einwohnerzahl in der ersten Hälfte des 20. Jahrhunderts abgenommen hatte (1891 wurden noch 135 Personen gezählt), wurden seit Mitte der 1970er Jahre nur noch relativ geringe Schwankungen verzeichnet.

## Wirtschaft und Infrastruktur
Creveney ist noch heute ein vorwiegend durch die Landwirtschaft (Ackerbau, Obstbau und Viehzucht) und die Forstwirtschaft geprägtes Dorf. Außerhalb des primären Sektors gibt es nur wenige Arbeitsplätze im Ort. Einige Erwerbstätige sind deshalb Wegpendler, die in den größeren Ortschaften der Umgebung und in der Agglomeration Vesoul ihrer Arbeit nachgehen.
Die Ortschaft liegt abseits der größeren Durchgangsachsen an einer Departementsstraße, die von Saulx nach Velleminfroy führt. Creveney hatte einen Bahnhof an der Bahnstrecke Paris–Mulhouse. Dieser wurde Ende des 20. Jahrhunderts geschlossen.